# Kozlíček hvozdník
Kozlíček hvozdník (Monochamus sartor) je druh brouka z čeledi tesaříkovitých vázaný na staré smrkové porosty. V České republice patří kvůli ztrátě starých smrčin mezi ohrožené druhy, jeho výskyt byl prokázán pouze na Šumavě, v Novohradských horách a v Adršpašsko-teplických skalách.

## Popis
Dorůstá délky 19–35 mm. Základní zbarvení je černé se žlutavými skvrnami na krovkách. Samci mají delší tykadla než samice.

## Rozšíření a biotop
Dříve byl považován za čistě evropský druh, jehož východní hranice rozšíření se stýká s podobným druhem Monochamus urussovi. Genetická studie však potvrdila, že se ve skutečnosti jedná o poddruhy téhož druhu. Poddruh Monochamus sartor sartor je rozšířen ve většině Evropy s výjimkou severu a Velké Británie. Areál rozšíření Monochamus sartor urussovi se s předchozím poddruhem částečně překrývá a poté sahá na východ až po Japonsko. Někdy může být kozlíček hvozdník s převážením vytěženého dřeva zavlečen do zemí, kde se běžně nevyskytuje.
Kozlíček hvozdník obývá podhorské a horské smrkové lesy s dostatkem starých stromů. V obhospodařovaných lesích, kde nejsou ponechávány umírající stromy, se nevyskytuje.
V České republice je velmi vzácný, jeho populace se nacházejí na Šumavě, kde má v netěžených smrkových lesích zřejmě největší šanci na přežití, a v Novohradských horách. Opakovaně byl zjištěn také na území Adršpašsko-teplických skal v CHKO Broumovsko.

## Způsob života
Samice kladou vajíčka do oslabených nebo padlých smrků (výjimečně i borovice nebo jedle) nezbavených kůry, kde se pak larvy obvykle vyvíjí po dobu dvou let, načež se zakuklí ve vyhlodané komůrce ve dřevě. V první fázi vývoje se larvy obvykle nachází pod kůrou, poté vstupují hlouběji do dřeva. Vyhlodané chodby jsou široké a ploché, kolem silně napadených stromů se mohou na zemi nacházet třísky, které larva vyhazuje ven vykousanými otvory v kůře. Brouk poté dřevo opouští kruhovým výletovým otvorem, který sám vyhlodá.
Dospělci se vyskytují od konce června do začátku září, kdy za slunečného počasí létají nebo usedají na stromech. Na květy nepřistávají, místo toho okusují kůru z tenkých větviček stromů.

## Ohrožení a ochrana
Vzhledem ke své závislosti na původních smrkových porostech, kde se nechává ležet nezpracované dřevo, je kozlíček hvozdník vzácným, ubývajícím druhem, jehož výskyt je omezen hlavně na horské smrčiny pralesního typu. Jedním z ohrožujících faktorů může být ponechávání vytěženého dřeva v lesích - samice do něj nakladou vajíčka, načež je dřevo odvezeno na zpracování. V Červeném seznamu ohrožených druhů České republiky z roku 2017 je uveden jako ohrožený druh.
Larvy kozlíčka hvozdníka mohou znehodnocovat hospodářské dřevo, vzhledem ke své vzácnosti však v Česku nepůsobí škody.